# Cheesman Reservoir
Das Cheesman Reservoir ist ein Stausee der Wasserversorgung von Denver im Bundesstaat Colorado in den Vereinigten Staaten Nordamerikas. 

## Geschichte
Die 67 m hohe Staumauer wurde von der 1894 gegründeten Denver Union Water Company errichtet, deren Vorsitzender Walter Cheesman (1838–1907), ein Unternehmer aus Denver war. Ursprünglich war eine Mauer vorgesehen, deren Kern aus einer Felsschüttung bestanden hätte. Drei Jahre nach Beginn der Bauarbeiten wurde jedoch die teilweise fertiggestellte Staumauer von Hochwasser abgetragen. An deren Stelle wurde ein Sperrwerk aus solidem Mauerwerk gebaut, das nach einer Bauzeit von nur fünf Jahren fertiggestellt wurde. Die Mauer war bei Fertigstellung 1905 die erste große gemauerte Bogengewichtsmauer in den USA und gleichzeitig auch die höchste der Welt. Sie erhielt deshalb 1973 den Status eines Denkmals des Ingenieurbaus.